# Communauté de communes Loir-Lucé-Bercé
La communauté de communes Loir-Lucé-Bercé est une communauté de communes française, créée au 1er janvier 2017 et située dans le département de la Sarthe et la région Pays de la Loire.

## Historique
La communauté de communes est créée au 1er janvier 2017. Elle est formée par la fusion de la communauté de communes de Lucé, de la communauté de communes du Val du Loir et de la communauté de communes de Loir et Bercé.

## Territoire communautaire

### Géographie
Située au sud-est  du département de la Sarthe, la communauté de communes Loir-Lucé-Bercé regroupe 24 communes et présente une superficie de 537,2 km2.

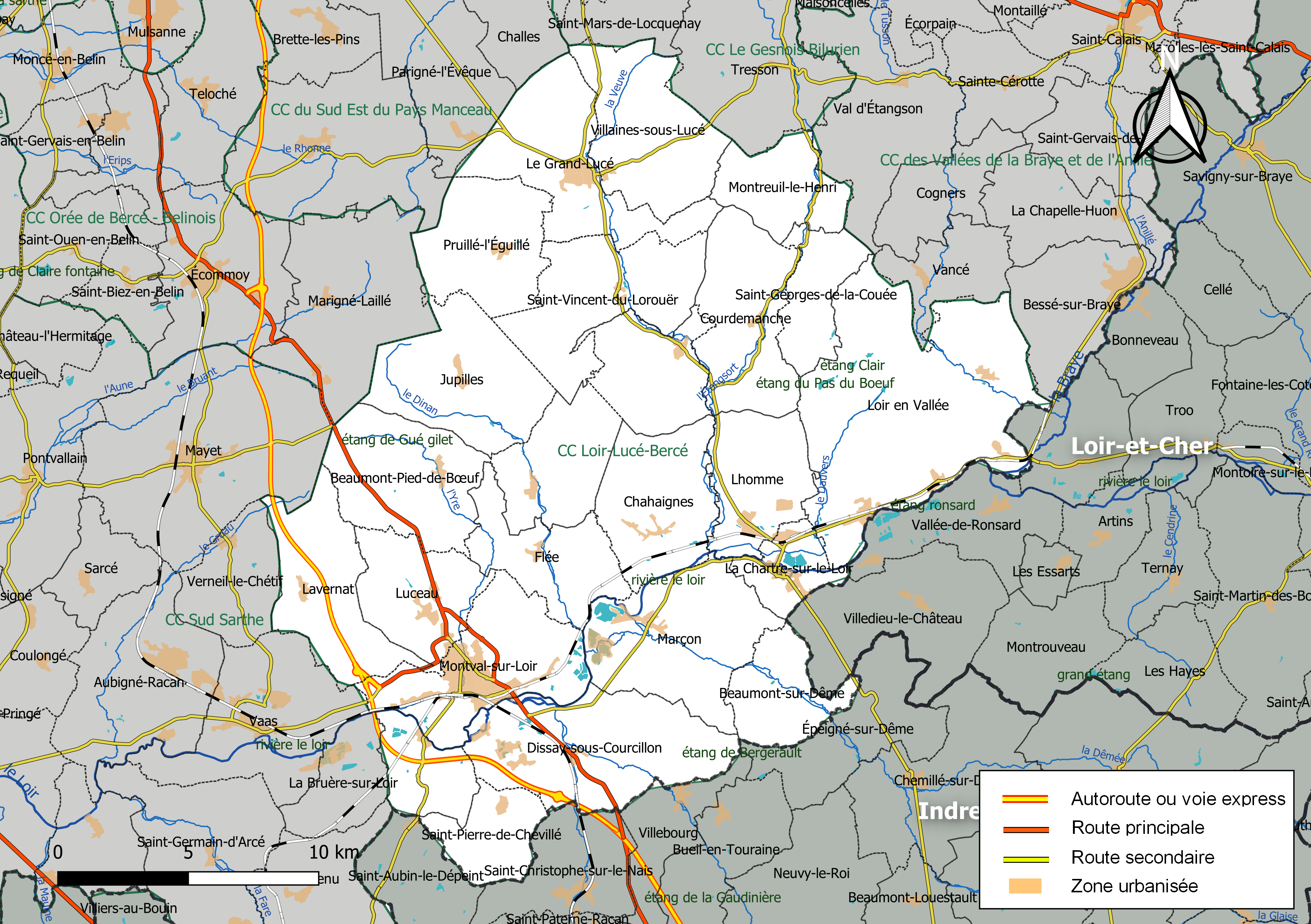
Carte de la communauté de communes Loir-Lucé-Bercé au 1er janvier 2019.

### Composition

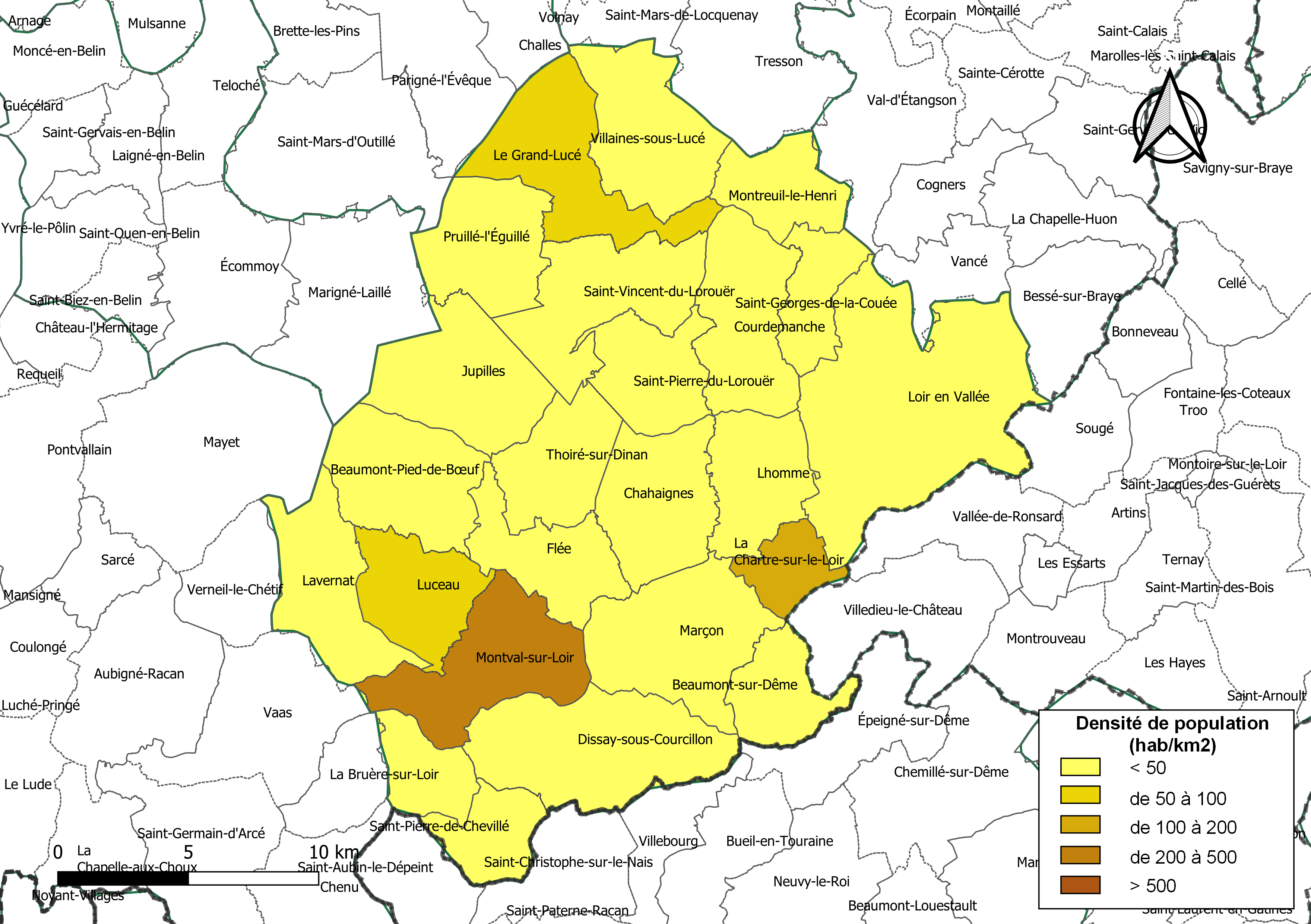
Carte des densités de population (millésimée 2016) des communes de la communauté de communes Loir-Lucé-Bercé. Composition en communes au 1er janvier 2019.

La communauté de communes est composée des 24 communes suivantes :

| Nom                       | Code Insee | Gentilé        | Superficie (km2) | Population (dernière pop. légale) | Densité (hab./km2) |
| ------------------------- | ---------- | -------------- | ---------------- | --------------------------------- | ------------------ |
| Montval-sur-Loir (siège)  | 72071      |                | 26,99            | 5 707 (2022)                      | 211                |
| Beaumont-Pied-de-Bœuf     | 72028      |                | 24,68            | 476 (2022)                        | 19                 |
| Beaumont-sur-Dême         | 72027      | Beaumontais    | 13,49            | 329 (2022)                        | 24                 |
| Chahaignes                | 72052      | Chahaignaux    | 22,83            | 668 (2022)                        | 29                 |
| La Chartre-sur-le-Loir    | 72068      | Chartrains     | 8,3              | 1 370 (2022)                      | 165                |
| Courdemanche              | 72103      | Courdemanchois | 24,02            | 614 (2022)                        | 26                 |
| Dissay-sous-Courcillon    | 72115      | Dissayéens     | 34,92            | 942 (2022)                        | 27                 |
| Flée                      | 72134      |                | 17,54            | 525 (2022)                        | 30                 |
| Le Grand-Lucé             | 72143      | Lucéens        | 27,26            | 1 941 (2022)                      | 71                 |
| Jupilles                  | 72153      | Jupillais      | 26,41            | 552 (2022)                        | 21                 |
| Lavernat                  | 72160      | Lavernais      | 22,64            | 585 (2022)                        | 26                 |
| Lhomme                    | 72161      | Lhommois       | 18,32            | 938 (2022)                        | 51                 |
| Loir en Vallée            | 72262      |                | 64,76            | 2 052 (2022)                      | 32                 |
| Luceau                    | 72173      |                | 18,77            | 1 233 (2022)                      | 66                 |
| Marçon                    | 72183      | Marçonnais     | 30,05            | 1 063 (2022)                      | 35                 |
| Montreuil-le-Henri        | 72210      | Montreuillois  | 14,39            | 299 (2022)                        | 21                 |
| Nogent-sur-Loir           | 72221      |                | 10,81            | 361 (2022)                        | 33                 |
| Pruillé-l'Éguillé         | 72248      |                | 21,18            | 808 (2022)                        | 38                 |
| Saint-Georges-de-la-Couée | 72279      |                | 11,68            | 171 (2022)                        | 15                 |
| Saint-Pierre-de-Chevillé  | 72311      | Chevillais     | 11,51            | 339 (2022)                        | 29                 |
| Saint-Pierre-du-Lorouër   | 72314      |                | 16,55            | 363 (2022)                        | 22                 |
| Saint-Vincent-du-Lorouër  | 72325      |                | 26,96            | 822 (2022)                        | 30                 |
| Thoiré-sur-Dinan          | 72356      | Thoiréens      | 17,72            | 398 (2022)                        | 22                 |
| Villaines-sous-Lucé       | 72376      |                | 25,46            | 651 (2022)                        | 26                 |

## Administration

### Siège
Le siège de la communauté de communes est situé à Montval-sur-Loir.

### Les élus
Le conseil communautaire de la communauté de communes se compose de 39 conseillers, représentant chacune des communes membres et élus pour une durée de six ans.
Ils sont répartis comme suit :
| Nombre de conseillers | Communes                       |
| --------------------- | ------------------------------ |
| 9                     | Montval-sur-Loir               |
| 4                     | Loir en Vallée                 |
| 3                     | Le Grand-Lucé                  |
| 2                     | La Chartre-sur-le-Loir, Luceau |
| 1 (+1 suppléant)      | les 19 autres communes         |

### Présidence
| Période      | Période      | Identité                | Étiquette | Qualité                                                                                           |
| ------------ | ------------ | ----------------------- | --------- | ------------------------------------------------------------------------------------------------- |
| janvier 2017 | juillet 2020 | Béatrice Pavy-Morançais | LR        | Conseillère départementale (2001-2021) Députée (2002-2012), maire de Montval-sur-Loir (2016-2020) |
| juillet 2020 | En cours     | Hervé Roncière          | SE        | Maire de Montval-sur-Loir (depuis 2020)                                                           |

### Régime fiscal et budget
Le régime fiscal de la communauté de communes est la fiscalité professionnelle unique (FPU).